# Santa Marta de Tormes
Santa Marta de Tormes es un municipio y localidad española de la provincia de Salamanca, en la comunidad autónoma de Castilla y León. Se integra dentro de la comarca del Campo de Salamanca (Campo Charro). Pertenece al partido judicial de Salamanca.
Su término municipal está formado por un solo núcleo de población, ocupa una superficie total de 10,01 km² y según los datos demográficos recogidos en el padrón municipal elaborado por el INE en el año 2017, cuenta con una población de 14806 habitantes.

## Símbolos

### Escudo
El escudo heráldico que representa al municipio fue aprobado el 24 de julio de 1992 con el siguiente blasón:

«En campo azur (azul) un hisipo de plata resaltado de dos llaves de oro puestas en aspa. En punta ondas de plata y azur (azul) - Timbrado con la Corona Real Española»
Boletín Oficial de Castilla y León nº 6 de 11 de enero de 1994

### Bandera
La bandera municipal fue aprobada también el 24 de julio de 1992 con la siguiente descripción textual:

«Rectangular, de amarillo con un aspa azul cargada de otra aspa blanca. El asta terminada en su extremo superior por una Corona Real de España o por un pomo. Sobre la superficie de este Estandarte, podrá ponerse el Escudo de Armas del Municipio»
Boletín Oficial de Castilla y León nº 6 de 11 de enero de 1994

## Geografía

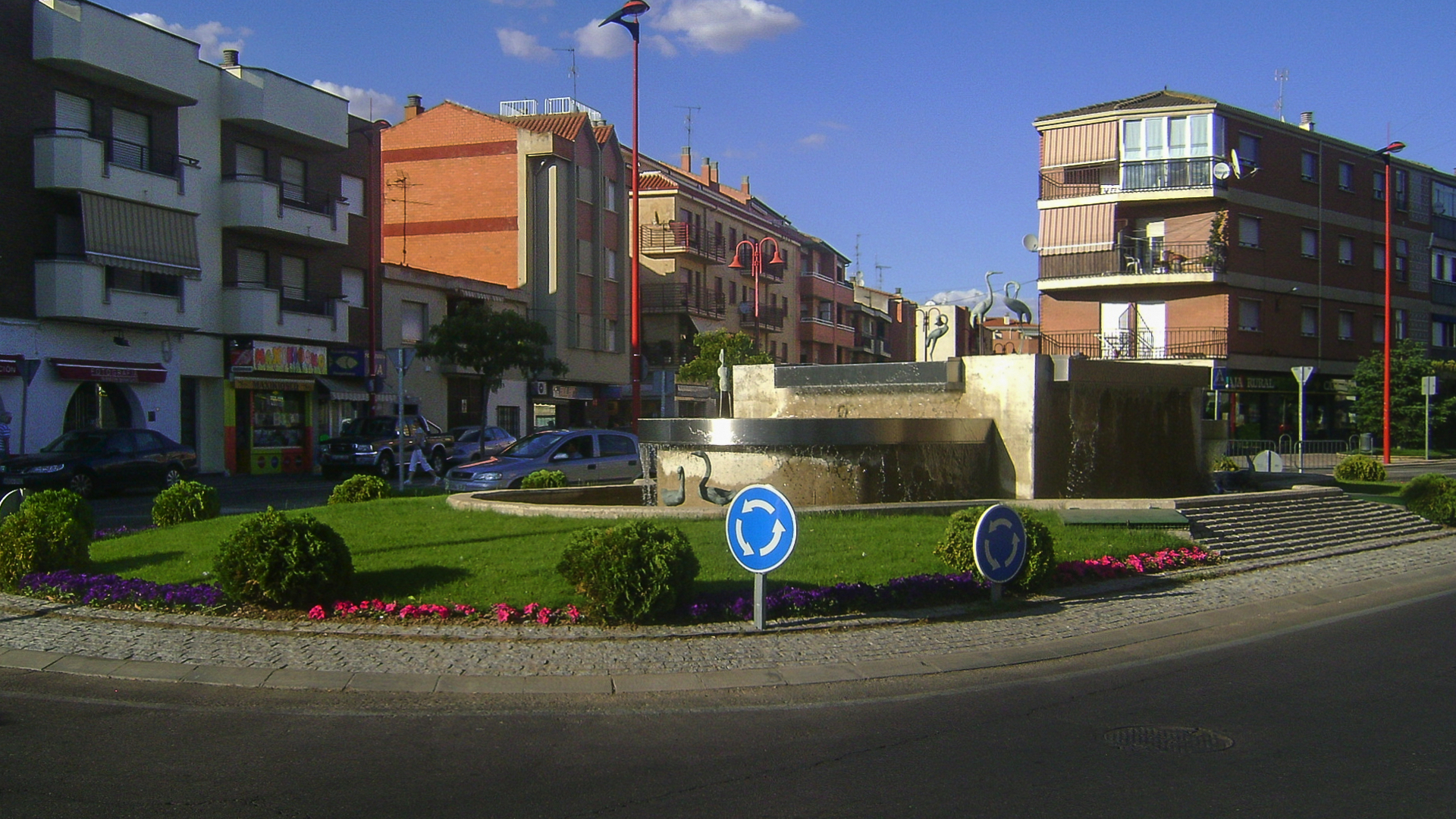
N-501, a su paso por Santa Marta

El término municipal ocupa una superficie de 10,01 km², situado al sur del río Tormes. Limita al norte con Salamanca y Cabrerizos, separado de ambas por el río Tormes que establece la división. Al oeste, limita con Carbajosa de la Sagrada, y al sur y al este con Pelabravo. El municipio está dividido por la autovía de la carretera N-501, que comunica Salamanca con Madrid. Esta carretera de circunvalación separa el núcleo urbano de la ciudad de Santa Marta de Tormes del núcleo de urbanizaciones de viviendas unifamiliares, la mayor de las cuales es Valdelagua, a la que se han añadido varias urbanizaciones residenciales más. Además, también se puede acceder al municipio desde el sur por la carretera C-510, si se hace desde pueblos como Alba de Tormes o Piedrahíta. La altitud media del municipio es de 784 m sobre el nivel del mar. El casco urbano está emplazado en las coordenadas geográficas 40º 57' 8" de latitud norte y 5º 37' 56" de longitud oeste. Tiene varias onomásticas: el 3 de febrero, el 29 de julio y el 19 de noviembre.

## Historia
Existen datos de asentamientos humanos en el territorio que hoy ocupa el municipio de Santa Marta de Tormes desde el Paleolítico. Concretamente, hay localizados varios asentamientos del periodo Achelense (500 000 a 100 000 a. C.) y del periodo Musteriense (100 000 a 40 000 a. C.). También se conocen varios asentamientos neolíticos en la localidad (3500 a 2000 a. C.). No existen registros arqueológicos datados en la Edad del Bronce lo que manifiesta una regresión demográfica en esta época. No hay constancia arqueológica o documental durante la Edad Antigua.
La fundación del actual Santa Marta responde a las repoblaciones realizadas en la Edad Media por los reyes de León. Así, la primera referencia escrita conservada acerca de Santa Marta de Tormes data de diciembre de 1201. Se trata de un documento de compra de terreno que realiza el arcipreste Pedro Lucio. El archivo-biblioteca de la catedral de Salamanca conserva un Libro de Apeos escrito hacia 1400 que detalla las tierras de labor, viñedos, huertas, casas y construcciones agrícolas y ganaderas de la localidad. 
El catastro del Marqués de la Ensenada realizado en el siglo XVIII, recoge la extensión del municipio, las tierras cultivadas y los cultivos que en ellas se empleaban. Con la creación de las actuales provincias en 1833, Santa Marta quedó encuadrado en la provincia de Salamanca, dentro de la Región Leonesa.

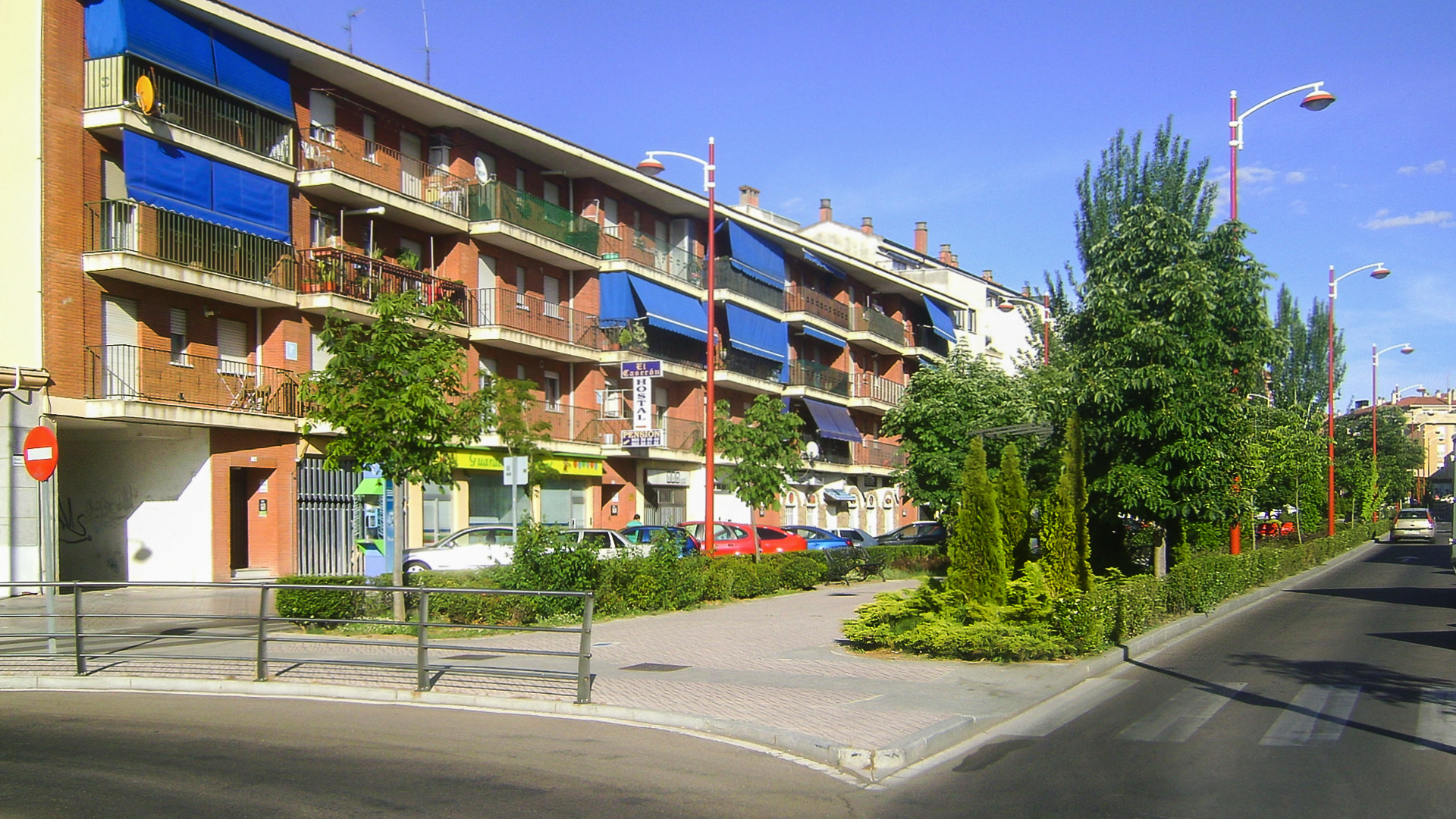
Calle residencial

En 1963, en el Decreto del Gobierno por el que Salamanca se anexionó Tejares, se denegó la unión de Santa Marta de Tormes a la capital provincial, solicitada por el Ayuntamiento de Salamanca, al considerarla prematura, dada la distancia existente entre los dos núcleos urbanos. En los años 90 del siglo XX se produce una explosión demográfica debido a la cercanía de Salamanca, convirtiendo a Santa Marta de Tormes en la localidad más poblada del alfoz salmantino.

## Demografía
Santa Marta cuenta con una población de 14 726 habitantes (INE 2024).
| Gráfica de evolución demográfica de Santa Marta de Tormes entre 1842 y 2021 |
| |
| Población de derecho según los censos de población del INE Población de hecho según los censos de población del INEEn estos censos se denominaba Santa Marta: 1842, 1857, 1860, 1877, 1887, 1897, 1900 y 1910 |

Santa Marta de Tormes está situado a solamente 3 km del centro de Salamanca, y la población tiene una estrecha relación de dependencia tanto laboral como de servicios de la capital, esto sumado a los elevados precios de la vivienda ha llevado a que los habitantes de Salamanca busquen vivir en las zonas periféricas y los municipios de los alrededores, con precios más asequibles. La facilidad del acceso a la ciudad de Salamanca han convertido a Santa Marta en una ciudad con un enorme crecimiento poblacional en las últimas décadas y en foco de aparición de urbanizaciones residenciales. La población de Santa Marta no solo se concentra en el núcleo original del pueblo, sino que se distribuye ocupando la práctica totalidad de la superficie del término municipal, creándose toda una serie de zonas residenciales en forma de urbanizaciones que rodean el casco urbano original. Se trata de la población más destacada del área metropolitana de Salamanca.
La población se establece en los núcleos de Casco urbano, Urbanización San Michel, Urbanización Valdelagua, Urbanización La Fontana, Urbanización Signo XXV, Urbanización Aldebarán, Urbanización Atyka, Urbanización Los Sauces, Urbanización La Serna, Urbanización Altosoto y Las Mangas, Urbanización Los Álamos, Urbanización Versalles y Urbanización Villas de Valdelagua.

## Administración y política

### Gobierno municipal
| Periodo   | Nombre                            | Partido | Partido                                  |
| --------- | --------------------------------- | ------- | ---------------------------------------- |
| 1979-1983 | Eloy Herrero Fernández            |         | Unión de Centro Democrático (UCD)        |
| 1983-1991 | Antonio Bueno Losada              |         | Partido Socialista Obrero Español (PSOE) |
| 1991-1993 | Lorenzo Rodríguez López           |         | Partido Socialista Obrero Español (PSOE) |
| 1993-1999 | José Manuel Sánchez Hernández     |         | Partido Popular (PP)                     |
| 1999-2002 | Mª Carmen Pilar Sánchez Hernández |         | Partido Socialista Obrero Español (PSOE) |
| 2002-2007 | Emeterio Álvarez Carretero        |         | Partido Socialista Obrero Español (PSOE) |
| 2007-2015 | Javier Cascante Roy               |         | Partido Popular (PP)                     |
| 2015-act. | David Mingo Pérez                 |         | Partido Popular (PP)                     |

En 2003, la corporación municipal pasó de conformarse por 13 concejales a 17, según lo establecido en la Ley Orgánica de Régimen Electoral General.
Tras las últimas elecciones municipales celebradas el 28 de mayo de 2023, la Corporación Municipal la componen 12 concejales del Partido Popular (David Mingo Pérez (alcalde), Marta Labrador Gutiérrez,  Jesús Salvador Hernández Jover, Juan José Santos Terrón, María Cruz Gacho Conde, Juan Carlos Bueno González, Silvia González Crespo, Jorge Valiente Álvarez  Oscar Carlos Santos Prieto, Soraya Sánchez García, Norberto Flores San Juan y Juana María Rubio Delgado) que gobierna con mayoría absoluta, 3 concejales del PSOE (Florian Alonso Vicente, Rosa María Sánchez Sánchez y Alejandro Rodriguez Garcia), una concejal de Santa Marta Decide (María del Carmen Cabrera Benito) y una concejal de Vox ( Ana Carmen Toledano Crespo).
| Partido político                                | 2023                     | 2023                     | 2023                     | 2019  | 2019  | 2019       | 2015  | 2015  | 2015       | 2011  | 2011  | 2011       | 2007  | 2007  | 2007       | 2003  | 2003  | 2003       |
| Partido político                                | %                        | Votos                    | Concejales               | %     | Votos | Concejales | %     | Votos | Concejales | %     | Votos | Concejales | %     | Votos | Concejales | %     | Votos | Concejales |
| Partido Popular (PP)                            | 57,67                    | 4132                     | 12                       | 51,70 | 3991  | 10         | 36,73 | 2588  | 7          | 52,91 | 3560  | 10         | 40,70 | 2610  | 8          | 32,48 | 1979  | 6          |
| Partido Socialista Obrero Español (PSOE)        | 17,99                    | 1289                     | 3                        | 21,30 | 1644  | 4          | 19,46 | 1371  | 3          | 20,56 | 1383  | 4          | 32,56 | 2088  | 6          | 30,26 | 1844  | 6          |
| Vox                                             | 7,85                     | 563                      | 1                        | 3,52  | 272   | 0          | —     | —     | —          | —     | —     | —          | —     | —     | —          | —     | —     | —          |
| Santa Marta Decide (SaMaDe)                     | 6,76                     | 485                      | 1                        | —     | —     | —          | —     | —     | —          | —     | —     | —          | —     | —     | —          | —     | —     | —          |
| Ciudadanos (CS)                                 | 4,29                     | 308                      | 0                        | 7,20  | 556   | 1          | 13,00 | 916   | 2          | —     | —     | —          | —     | —     | —          | —     | —     | —          |
| Podemos-Izquierda Unida (IU)-Alianza Verde (AV) | 4,04                     | 290                      | 0                        | 5,22  | 403   | 1          | 15,27 | 1076  | 3          | 12,49 | 840   | 2          | 7,19  | 461   | 1          | 4,60  | 280   | 0          |
| Podemos                                         | Con Izquierda Unida (IU) | Con Izquierda Unida (IU) | Con Izquierda Unida (IU) | 3,94  | 304   | 0          | —     | —     | —          | —     | —     | —          | —     | —     | —          | —     | —     | —          |
| Somos Santa Marta                               | —                        | —                        | —                        | 5,61  | 443   | 1          | 10,06 | 709   | 2          | —     | —     | —          | —     | —     | —          | —     | —     | —          |
| Contigo                                         | —                        | —                        | —                        | 0,31  | 24    | 0          | —     | —     | —          | —     | —     | —          | —     | —     | —          | —     | —     | —          |
| Unión Progreso y Democracia (UPyD)              | —                        | —                        | —                        | —     | —     | —          | 3,02  | 213   | 0          | 5,10  | 343   | 1          | —     | —     | —          | —     | —     | —          |
| Coalición SI por Salamanca (SI)                 | —                        | —                        | —                        | —     | —     | —          | —     | —     | —          | 4,31  | 290   | 0          | —     | —     | —          | —     | —     | —          |
| Partido Regionalista del País Leonés (PREPAL)   | —                        | —                        | —                        | —     | —     | —          | —     | —     | —          | 0,46  | 31    | 0          | —     | —     | —          | —     | —     | —          |
| Agrupación Independiente de Santa Marta (AIS)   | —                        | —                        | —                        | —     | —     | —          | —     | —     | —          | —     | —     | —          | 5,91  | 379   | 1          | —     | —     | —          |
| Alternativa por Castilla y León (ACAL)          | —                        | —                        | —                        | —     | —     | —          | —     | —     | —          | —     | —     | —          | 5,66  | 363   | 1          | —     | —     | —          |
| Unión del Pueblo Salmantino (UPSa)              | —                        | —                        | —                        | —     | —     | —          | —     | —     | —          | —     | —     | —          | 4,01  | 257   | 0          | 2,90  | 177   | 0          |
| Agrupación Vecinos de Santa Marta (AVSM)        | —                        | —                        | —                        | —     | —     | —          | —     | —     | —          | —     | —     | —          | —     | —     | —          | 16,31 | 994   | 3          |
| Unidad Regionalista de Castilla y León (URCL)   | —                        | —                        | —                        | —     | —     | —          | —     | —     | —          | —     | —     | —          | —     | —     | —          | 10,65 | 649   | 2          |

#### Evolución de la deuda viva municipal
El concepto de deuda viva contempla solo las deudas con cajas y bancos relativas a créditos financieros, valores de renta fija y préstamos o créditos transferidos a terceros, excluyéndose, por tanto, la deuda comercial.
| Gráfica de evolución de la deuda viva del Ayuntamiento entre 2008 y 2023                                        |
| |
| Deuda viva del Ayuntamiento de Santa Marta de Tormes, en miles de euros, según datos del Ministerio de Hacienda |

## Cultura
Tiene dos días de festividad religiosa católica, el 3 de febrero (festividad de San Blas) y el 29 de julio (festividad de Santa Marta).